# Aerviva.com
Aerviva.com to międzynarodowa firma konsultingowa z siedzibą w Dubaju w Zjednoczonych Emiratach Arabskich, która specjalizuje się w zatrudnianiu profesjonalistów na stanowiskach kontraktowych, takich jak piloci, personel pokładowy, inżynierowie, personel naziemny i technicy w branży lotniczej i MRO.
Aerviva posiada dwa biura, jedno znajduje się w bizcity Business Centre przy Sheikh Zayed Road w Dubaju, a drugie w Dubai World Central. Obecnie firma zatrudnia dziesięciu pracowników.

## Historia
Aerviva DWC została założona 15 listopada 2015 r. w wolnej strefie Dubai Aviation City Corporation (DACC) w ramach Dubai South HQ, aby oferować usługi doradztwa w zakresie zasobów ludzkich prywatnym liniom lotniczym, MRO i firmom lotniczym.
Od 2015 r. funkcję dyrektora generalnego pełnił Mindaugas Duncia, a następnie w latach 2019–2022 Albertas Juknys. Obecnie dyrektorem generalnym firmy jest Jainita Hogervorst.
W 2022 r. Aerviva rozszerzyła swoje usługi o usługi rekrutacyjne i założyła Aerviva Aviation Consultancy z biurem w Dubaju w Zjednoczonych Emiratach Arabskich.

## Działalność
Aerviva.com specjalizuje się w usługach doradczych, rekrutacyjnych, onboardingu i zarządzaniu kontraktami, leasingu personelu, leasingu załóg oraz usługach i rozwiązaniach doradczych w zakresie lotnictwa.
Zajmuje się zatrudnianiem personelu na stanowiskach kontraktowych w branży lotniczej, w tym pilotów, personelu pokładowego, inżynierów, personelu naziemnego i techników w branży lotniczej i MRO, koncentrując się na rynkach europejskich i bliskowschodnich.